# Denkmäler der Provinz Sichuan
Die Denkmalliste der Provinz Sichuan (chinesisch 四川省文物保護單位 / 四川省文物保护单位, Pinyin Sìchuān shěng wénwù bǎohù dānwèi – „wörtlich Denkmalschutzobjekteinheit der Provinz Sichuan“) ist eine vom Amt für Kulturgegenstände der Provinz Sichuan (四川省文物局,  Sichuan sheng wenwu ju) in der Volksrepublik China aufgestellte Denkmalliste von geschützten historischen Stätten und Kulturgütern. Sie werden von der Volksregierung der Provinz Sichuan bestimmt und vom Staatsrat der Volksrepublik China bekanntgegeben.
In den Jahren 1956 und 1961 gefasste Beschlüsse wurden am 7. Juli 1980 zu einer 1. Liste neu gefasst, eine zweite Liste wurde im Jahr 1987 erstellt. Sie wurde inzwischen mehrmals um ein Mehrfaches erweitert. Die Liste umfasst bedeutende Stätten für Geschichte, Religion, Kunst und Wissenschaft: Gebäude, Gräber, alte Architektur, Klöster, Steininschriften und anderes.
Ein Teil der Denkmäler der Provinz Sichuan steht auch auf der Liste der Denkmäler der Volksrepublik China.

Bazhong -
Chengdu -
Dazhou -
Deyang -
Garzê -
Guang’an -
Guangyuan -
Leshan -
Liangshan
Luzhou -
Meishan -
Mianyang -
Nanchong -
Neijiang -
Ngawa -
Panzhihua -
Suining -
Ya’an -
Yibin -
Zigong -
Ziyang

## Übersicht nach Bezirken

### Chengdu成都市

#### Qingyang青羊区
- Xinhai Qiubao lu sishi jinianbei 辛亥秋保路死事纪念碑 (1-4, 1913)[1]
- Shi’er qiao lieshi mu 十二桥烈士墓 (1-30, 1950)
- Du Fu caotang 杜甫草堂 (1-99, Qing)[1]
- Wenshu yuan 文殊院 (1-111, Qing)
- Ershiqiao yizhi 十二桥遗址 (2-2, Shang, Zhou)[2]
- Qingzhensi 清真寺 (3-56, Qing)
- Qingyang gong yaozhi 青羊宫窑址 (3-116, Sui, Tang)
- Jinsha 金沙遗址 (6-10, Shang, Zhou)[3]
- Gushu chuanguan hezangmu 古蜀船棺合葬墓 (6-15, Östl. Zhou)[2]
- Qingyang Gong, Erxian’an 青羊宫, 二仙庵 (6-55, Ming, Qing)

#### Jinjiang锦江区
- Li Jieren jiuju 李劼人旧居 (3-126, Gegenwart)
- Xichuan youzheng guanliju jiuzhi 西川邮政管理局旧址 (7)

#### Jinniu金牛区
- Grab von Wang Jian 王建墓 (1-133, Fünf Dynastien Früheres Shu-Reich)[1]

#### Wuhou武侯区
- Tempel des Markgrafen von Wu 武侯祠 (1-100, Qing)[1]
- Chongli ge 崇丽阁 (3-55, Qing)
- Wang Guangqi mubei 王光祈墓碑 (3-125, 1938)
- Sichuan daxue wenwu jianzhuqun 四川大学文物建筑群 (含华西坝老建筑, 四川大学办公大楼)(6-86, 1913年, 1954)

#### Chenghua成华区
- Meng Zhixiang mu 孟知祥墓 (1-134, Fünf Dynastien Späteres Shu-Reich)[3]

#### Longquanyi龙泉驿区
- Beizhou Wen wang bei 北周文王碑 (1-116, Nördl. Zhou)
- Zhu Yuelian mu 朱悦燫墓 (1-135, Ming)
- Xi wang ling 僖王陵 (1-136, Ming)
- Shijing si 石经寺 (6-54, Tang)
- Luodai huiguan (mit Guangdong huiguan 广东会馆, Jiangxi huiguan 江西会馆, Huguang huiguan 湖广会馆, Chuanbei huiguan 川北会馆)(6-67, Qing)[3]

#### Qingbaijiang青白江区
- Peng da jiangjun jinianbei 彭大将军纪念碑 (1-5, 1913)

#### Xindu新都区
- Yang Sheng’an ci ji Gui Hu 杨升庵祠 及桂湖 (1-101, Qing)[4]
- Baoguang si 宝光寺 (1-96, Qing)[2]

#### Wenjiang温江区
- Chen jia weigan 陈家桅杆 (6-49, Qing)

#### Dujiangyan都江堰市
- Dujiangyan 都江堰 (包括伏龙观, 二王庙及索桥)(1-59, 秦)[5]
- Tianshi dong dadian ji tang bei 天师洞大殿及唐碑 (1-104, Tang, Qing)
- Chenghuan miao 城隍庙 (3-58, Qing)
- Lingyansi ji Qianfo ta 灵岩寺 及千佛塔 (3-37, Tang, Qing)
- Yutang yaozhi 玉堂窑址 (6-5, Tang, 北Song)
- Kuiguang ta 奎光塔 (6-67, Qing)

#### Pengzhou彭州市
- Yunju yuan Baita 云居院白塔 (1, Song)[3]
- Guankou Baita 关口白塔 (1-80, Song)[3]
- Zhengjue si Baita 正觉寺白塔 (1-81, Song)[3]

#### Qionglai邛崃市
- Wenjun jing 文君井 (1-118, Qing)
- Huazhi si shike 花置寺石刻 (1-58, Tang)
- Shenfangtang Qiongyao yizhi 什邡堂邛窑遗址 (2-3, Sui bis Song)[4]
- Huilan ta 回澜塔 (1-82, Qing)
- Shiyi Shan moya zaoxiang 石笋山摩崖造像 (3-22, Tang)[3]
- Shita si shita 石塔寺石塔 (1-78, Song)
- Wayao guyi yaozhi 瓦窑固驿窑址 (3-118, Song)
- Qionglai simiao jianzhuqun 邛崃寺庙建筑群:Yongle si 永乐寺, Xingfu si 兴福寺 (inkl. Shisun si 石笋寺)(6-56, Ming, Tang)
- Pantuo si moya zaoxiang 磐陀寺摩崖造像 (6-71, Tang—Ming)[3]

#### Chongzhou崇州市
- Wenmiao 文庙 (mit Luyou ci 陆游祠, Guaihua chi 罨画池)(3-69, Qing)[2]
- Xiagu si 下古寺 (mit Shanggu si 上古寺)(6-53, Tang, Qing)

#### Jintang金堂县
- Yunding shan yizhi 云顶山遗址 (3-117, Song)
- Ruiguang ta 瑞光塔 (6-52, 南Song)[3]
- Shujiawan tianzhu jiaotang 舒家湾天主教堂 (7)

#### Pi郫县
- Wangcong ci 望丛祠 (3-57, Qing)

#### Xinjin新津县
- Guanyin si bihua ji suxiang 观音寺壁画及塑像 (1-91, Ming)
- Chunyang Guan 纯阳观, Huangque lou 黄鹤楼 (3-84, Qing, Republik China)

#### Shuangliu双流县
- Erjiang si gongqiao 二江寺拱桥 (6-51, Qing)

#### Pujiang蒲江县
- Feixian ge moya zaoxiang 飞仙阁摩崖造像 (3-27, Tang bis Qing)[3]
- Wei Liaoweng mu 魏了翁墓 (6-14, Song)
- Heshao si Daxiong baodian 河沙寺大雄宝殿 (6-50, Ming)
- Longtuowan moya zaoxiang 龙拖湾摩崖造像 (6-72, Südliche und Nördliche Dynastien—Ming, Qing)[3]
- Baiyun yanjing yizhi 白云盐井遗址 (6-91, Tang, Song)

#### Dayi大邑县
- Dayi dizhu zhuangyuan 大邑地主庄园 (1-123, Gegenwart)[4]
- Wuzhong Shan Fojiao yizhi 雾中山佛教遗址 (6-62, Östl. Han)
- Heming Shan daojiao yizhi 鹤鸣山道教遗址 (6-63, Östl. Han)

#### Kreisübergreifend 跨区县
- Chengdu Pingyuan shiqian chengzhi 成都平原史前城址 (Vorgeschichtliche Stätten der Chengdu-Ebene, Baodun-Kultur) (6-11, Neolithikum, Xinjin 新津县, Pi 郫县, Dujiangyan 都江堰市, Chongzhou 崇州市, Wenjiang 温江区)[2]

### Zigong自贡市

#### Da’an大安区
- Dashanpu-Dinosaurierfundstelle 大山铺恐龙化石群遗址 (3-123)
- Shenhai Jing 燊海井 (3-90, Qing)[6]

#### Ziliujing自流井区
- Xitai huiguan 西秦会馆 (1-97, Qing)[6]
- Wangye miao 王爷庙 (3-70, Qing)
- Xiadong si 夏洞寺 (3-95, Qing)

#### Gongjing贡井区
- Dongyuan jing guyan chang 东源井古盐场 (6-90, Qing)

#### Rong荣县
- Dafo moya zaoxiang 大佛摩崖造像 (1-54, Song)[3]
- Wu Yuzhang jiuju 吴玉章旧居 (3-12, 1878)[3]
- Rong xian junzheng fu jiuzhi 荣县军政府旧址 (3-17, 1911)
- Shabazi mu 沙坝子墓 (3-104, Song)

#### Fushun富顺县
- Fushun wenmiao 富顺文庙|文庙 (1-110, Qing)[2]
- Liu Guangdi mu 刘光第墓 (3-19, 1898)

### Panzhihua攀枝花市

#### Renhe仁和区
- Huilongwan dongxue yizhi 回龙湾洞穴遗址 (3-111, Paläolithikum)

#### Miyi米易县
- Miyi Qingzhensi 米易清真寺|清真寺 (3-88, Qing)
- Hejiaba yizhi 何家坝遗址 (6-8, Neolithikum)

### Luzhou泸州市

#### Jiangyang江阳区
- Bao’en ta 报恩塔 (3-40, Song)
- Luzhou Daqu laoyao chi 泸州大曲老窖池 (3-131, Ming)[4]

#### Naxi纳溪区
- Huguo yantike 护国岩题刻 (3-1, 1917)

#### Lu泸县
- Zhu De kuang chang jiuju 朱德况场旧居 (3-2, 1918)
- Longnao qiao 龙脑桥 (3-46, Ming)[4]
- Yuchan Shan moya zaoxiang 玉蟾山摩崖造像 (3-34, Ming)
- Lu xian Songmuqun 泸县宋墓群 (6-18, Song)[3]
- Yuantong si 元通寺 (6-43, Ming)

#### Hejiang合江县
- Zhou ci 周祠 (6-42, Gegenwart)

#### Xuyong叙永县
- Chunqiu ci 春秋祠 (1-103, Qing)[3]
- Qingliang dong moya zaoxiang 清凉洞摩崖造像 (6-74, Ming)

#### Gulan古蔺县
- Siduchishui yizhi 四渡赤水遗址 (1-15, 1935)

### Deyang德阳市

#### Jingyang旌阳区
- Shang yong chang que 上庸长阙 (1-64, Han)
- Longhu sheli ta 龙护舍利塔 (3-43, Yuan)
- Wenmiao 文庙 (3-71, Qing)[2]
- Jianggong wen 姜公坟, Jiangjiao ci 姜孝祠 (6-24, Ming, Qing)

#### Guanghan广汉市
- Longju si Zhongdian ji bihua 龙居寺中殿及壁画 (1-90, Ming)
- Sanxingdui yizhi 三星堆遗址 (2-1, Shang, Zhou)[6]
- Wenmiao 文庙 (3-85, Qing)
- Luocheng yizhi 雒城遗址 (3-113, Han)
- Fanghu 房湖 (3-128, Tang)
- Yanduizi yizhi 烟堆子遗址 (6-1, Shang, Zhou)

#### Shifang什邡市
- Longju si 龙居寺 (3-72, Qing)
- Huijian si 慧剑寺 (6-25, Ming, Qing)

#### Mianzhu绵竹市
- Tianyilaohai jiufang “天益老号”酒坊 (6-89, Qing)

#### Luojiang罗江县
- Pang Tong ci, mu 庞统祠, 墓 Photo (1-119, Qing)[3]

#### Zhongjiang中江县
- Tianping liangzi ya muqun 天平梁子崖墓群 (3-99, Han)
- Ganju liangzi yamuqun 柑橘梁子崖墓群 (3-100, Han)
- Zhongjiang ta liangzi caihui bihua yamu qun 中江塔梁子彩绘壁画崖墓群 (6-19, Östl. Han)[3]
- Zhongjiang Beita 中江北塔 (6-23, Song)

### Mianyang绵阳市

#### Fucheng涪城区
- Yünü quan ji Ziyun ting daojiao zaoxiang 玉女泉 及子云亭道教造像 (1-41, Tang)

#### Youxian游仙区
- Pingyang fu junque 平阳府君阙 (1-62, Han)
- Bishui si moya zaoxiang 碧水寺摩崖造像 (3-24, Tang)
- Li Du ci 李杜祠 (3-73, Qing)
- Ma’an si, Yuquan si 马鞍寺, 鱼泉寺 (6-32, Qing)

#### Jiangyou江油市
- Hongjun shengli jinianbei 红军胜利纪念碑 (1-13, 1935)
- Douchuan Shan Feitian cang 窦圌山飞天藏 web (1-83, Song)
- Tai Bai guju 太白故居 (umfasst 陇西院, 粉竹楼, 太白祠 )(1-102, Qing)

#### Santai三台县
- Qi Jiang yamuqun 郪江崖墓群 (mit Jinzhong Shan yamu 金钟山崖墓)(3-101, Han)

#### Pingwu平武县
- Bao’en si 报恩寺 (inkl. 镇羌门及城墙, 王玺公衙昭忠祠)(1-86, Ming)

#### An安县
- Kaixi si 开禧寺 (3-47, Ming)
- Feiniao chanyuan 飞鸣禅院 (3-74, Qing)

#### Zitong梓潼县
- Wolong Shan Qianfo moyan zaoxiang 卧龙山千佛岩摩崖造像 (1-34, Tang)
- Li Ye que 李业阙 (1-63, Han)
- Qiqushan damiao 七曲山大庙 (1-95, Ming bis Qing)

#### Beichuan北川羌族自治县
- Yongping bao gucheng 永平堡古城 (3-93, Ming)

### Guangyuan广元市

#### Lizhou利州区
- Hongjun biaoyu beilin 红军标语碑林 (1-33, 1933–1935)
- Felsskulpturen des Huangze-Klosters 皇泽寺摩崖造像 (1-37, Tang)[1]
- Guanyin moya zaoxiang 观音岩摩崖造像 (1-38, Tang)

#### Zhaohua昭化区
- Shibei fang 石牌坊 (1-125, Qing)
- Taigong Shan hongjun yizhiqun 太公山红军遗址群 (6-85, 1933–1935)

#### Chaotian朝天区
- Qianfo yan moya zaoxiang 千佛岩摩崖造像 (1-36, Tang)[1]
- Chaotianxia gu zhandao yizhi 朝天峡古栈道遗址 (3-112, Zeit der Streitenden Reiche bis Song)[3]

#### Qingchuan青川县
- Hao jia ping Zhanguo muzangqun 郝家坪战国墓葬群 (6-17, Zeit der Streitenden Reiche)

#### Wangcang旺苍县
- Mumen hui 木门会议会址及石牌坊 (3-5, 1933)
- Hongjun cheng yizhiqun 红军城遗址群 (mit 南峰山石刻标语, 旺苍红军城)(6-84, 1933–1935)

#### Jiange剑阁县
- Zhongguo gongchandang shida zhenggang shike 中国共产党十大政纲石刻 (1-12, 1935)
- Heming Shan daojiao zaoxiang 鹤鸣山道教造像, Yan Zhenqing shu Zongxingsong shike 颜真卿书《中兴颂》石刻, Li Shangyin zhuan Jianzhoug Chongyang tingbei 李商隐撰《剑州重阳亭碑» (1-35, Tang)
- Jueyuan-Tempel 觉苑寺|觉苑寺大殿及壁画 (1-87, Ming)[2]
- Zhonggu lou gu jianzhuqu 钟鼓楼古建筑区 (含钟楼, 火神庙, 南城门与箭楼, 古城墙)(3-86, Ming)

#### Cangxi苍溪县
- Hongsi fangmianjun qiangdu Jialing Jiang dukou yizhi 红四方面军强渡嘉陵江渡口遗址 (1-17, 1935)
- Chongxia Baota 崇霞宝塔 (7)

### Suining遂宁市

#### Anju安居区
- Pilu-Tempel (毗卢寺) (7, 2007)[7]

#### Shehong射洪市
- Chen zi ang du shu tai 陈子昂读书台 (1-120, Tang)[3]
- Rao yi si 饶益寺 (6-41, Ming, Qing)

#### Pengxi蓬溪县
- Baofan si dadian ji bihua 宝梵寺大殿及壁画 (1-88, Ming)[3]
- Zhuotong xiaojing 卓筒小井 (3-91, Song)
- Peng xi Baita 蓬溪白塔 (6-40, Song)[3]
- Gaofeng Shan gu jianzhuqun 高峰山古建筑群 (7)

#### Daying大英县
- Jiguang si 寂光寺 (6-39, Sui, Tang, Ming, Qing)

### Neijiang内江市

#### Zizhong资中县
- Zhonglong Shan moya zaoxiang 重龙山摩崖造像 (1-48, Tang, Fünf Dynastien, Song)
- Wenmiao 文庙 (mit 武庙)(1-98, Qing)[3]
- Luoquan huiyi huizhi 罗泉会议会址 (3-14, 1911)
- Ganlu si 甘露寺 (3-49, Ming)
- Yongqing si ji Mupaifang 永庆寺及木牌坊 (3-78, Qing)
- Jianchun 建春门, Chengqiang 城墙 (6-28, Ming)

#### Longchang隆昌县
- Shibian fangqun 石牌坊群 (3-77, Qing)

### Leshan乐山市

#### Shizhong市中区
- Großer Buddha von Leshan 凌云寺摩崖造像 (Leshan dafo 乐山大佛 )(1-39, Tang)[5]
- Lidui 离堆 (inkl. Wuyou si 乌尤寺 )(1-60, Qin-Dynastie)
- Shiziwan yamu 柿子湾崖墓 (1-127, Han)
- Mahai yamu 麻浩崖墓 (1-128, Han)[6]
- Xiaoba yamu 肖坝崖墓 (1-129, Han)
- Bai Yanshan yamu 白岩山崖墓 (1-130, Han)
- Lingbao-Pagode 灵宝塔 (1-74, Tang bis Song)
- Jiazhou gu chengqiang 嘉州古城墙 (6-34, Ming, Qing)
- Wenmiao ji Laoxiaoding 文庙及老霄顶 (3-64, Qing)

#### Shawan沙湾区
- Guo Moruo tongzhi jiuju 郭沫若同志旧居 (1-3, 1892)[3]

#### Emeishan峨眉山市
- Shengji si Dongta 圣积寺铜塔 (3-130, Yuan)
- Feilai dian 飞来殿 (1-84, Yuan)
- Shengshou wannian si dongtie Foxiang ji zhuandian 圣寿万年寺铜铁佛像及砖殿 (1-85, Song bis Ming)
- Emei Shan gu jianzhuqun 峨眉山古建筑群 (mit Qingyin ge 清音阁, Hongchun Ping 洪椿坪, Fuhu si 伏虎寺, Baoguo-Tempel, Wannian-Tempel) (6-35, Song, Ming, Qing)[1]

#### Jiajiang夹江县
- Qianfo yanmo zaoxiang 千佛岩摩崖造像 (1-40, Tang)[3]
- Yang gong que 杨公阙 (1-65, Han)[3]

### Nanchong南充市

#### Shunqing顺庆区
- Kuige 奎阁 (3-94, Qing)

#### Gaoping高坪区
- Nanchong Baita 南充白塔 (1-77, Song)[3]
- Yinzhu si 隐珠寺 (6-46, Ming, Qing)

#### Jialing嘉陵区
- Tianba huiguan 田坝会馆 (6-47, Qing)

#### Langzhong阆中市
- Langzhong si dadian 永安寺大殿 (1-107, Yuan)[2]
- Daxiang Shan moya zaoxiang 大像山摩崖造像 (3-26, Tang)
- Huanhou miao 桓侯庙 (3-75, Qing)[4]
- Chuan bei dao gong yuan 川北道贡院 (3-76, Qing)
- Wulong miao 五龙庙 (3-81, Yuan)[2]
- Zhujia Shan Pingshan yizhi 朱家山坪上遗址 (6-4, Shang, Zhou)
- Zhonggong Lannan xianwei jiuzhi 中共阆南县委旧址 (6-80, 1933)
- Huaguang lou 华光楼
- Baba si 巴巴寺
- Fuyin si 福音堂
- Tiantishan-Grotten 大佛寺
- Guanyin si 观音寺
- Qinjia dayuan 秦家大院
- Wangjia lou 汪家楼
- Tiangong yuan 天宫院

#### Yingshan营山县
- Longxing si zhengdian 龙兴寺正殿 (6-44, Ming)

#### Yilong仪陇县
- Zhu De tongzhi jiuju 朱德同志旧居 (1-1, 1886)[6]
- Dingshi zhuangyuan 丁氏庄园 (6-45, Qing)

#### Nanbu南部县
- Yuji Shan moya zaoxiang 禹迹山摩崖造像 (3-32, Song)
- Lifeng guan 醴峰观 (6-48, Yuan)[3]

### Meishan眉山市

#### Dongpo东坡区
- San Su ci 三苏祠 (1-106, Qing)
- Bao’en si 报恩寺 (3-82, Yuan)
- Zhongtong guan 重瞳观 (6-58, Tang—Qing)

#### Renshou仁寿县
- Kuixing ge 奎星阁 (3-65, Qing)
- Jiujiao zhai moya zaoxiang 牛角寨摩崖造像 (3-28, Tang bis Song)

#### Pengshan彭山县
- Jiangkouya mu 江口崖墓 (1-131, Han)
- Shunhe yamu 顺河崖墓 (1-132, Han)
- Zitong gong 梓潼宫 (6-59, Ming)
- Shilong 石龙 (6-60, Song)

#### Hongya洪雅县
- Gouwang zhai zaoxiang 苟王寨造像 (6-75, Ming)

#### Danleng丹棱县
- Longhu Shan ‚Song-bai zhi ming’ bei ji moya zaoxiang 龙鹄山《松柏之铭》碑及摩崖造像 (3-120, Tang)
- Danleng Baita 丹棱白塔 (6-57, Sui, Tang)

#### Qingshen青神县
- Zhongfo si moya zaoxiang 中佛寺摩崖造像 (3-29, Tang bis Song)
- Ruifeng yamu 瑞峰崖墓 (6-16, Östl. Han)

### Yibin宜宾市
- Liubei Chi ji shike tiji 流杯池及石刻题记 (1-122, Song)
- Xuanzu dian 玄祖殿 (1-93, Ming)
- zhenwu Shan miaoqun 真武山庙群 (3-54, Ming, Qing)
- Huangsan yamuqun 黄伞崖墓群 (3-97, Han)
- Shicheng Shan minzu yamuqun 石城山民族崖墓群 (3-105, Song bis Ming)

#### Cuiping翠屏区
- Jiuzhou ta 旧州塔 (1-75, Song)
- Xuanluo dian 旋螺殿 (1-92, Ming)
- Daguan lou 大观楼 (6-36, Qing)
- Dongshan Baita, Qixingshan Heita 东山白塔, Qixingshan heita 七星山黑塔 (6-37, Ming, Qing)
- Cuiping shuyuan 翠屏书院 (6-38, Qing)
- Zhongguo yingzao xueshe jiuzhi 中国营造学社旧址 (6-87, 1940–1946)

#### Yibin宜宾县
- Zhao Yiman guju 赵一曼故居 (6-79, Gegenwart)
- Zhujia minju 朱家民居 (6-88, Gegenwart)

#### Xingwen兴文县
- Boren xuanguan 僰人悬棺 (Hängende Särge der Bo (僰)) (1-137, Ming)

#### Gong珙县
- Boren xuanguan 僰人悬棺 (Hängende Särge der Bo (僰)) (1-138, Ming)
- Shipaifang 石牌坊 (3-59, Qing)

#### Changning长宁县
- Qi ge dong yamuqun 七个洞崖墓群 (3-98, Han)
- Xianyu dong 仙寓洞 (3-124, Ming, Qing)

#### Gao高县
- Nanguang He liuyu yamo ji shike 南广河流域崖墓群及石刻 (3-106, Ming)
- Yang Hansheng guju 阳翰笙故居 (6-78, Gegenwart)

#### Jiang’an江安县
- Guoli xiku zhuanke xuexiao jiuzhi 国立戏剧专科学校旧址 (3-18, 1939–1945)
- Xi Jiashan minju 夕佳山民居 (3-60, Qing)

#### Pingshan屏山县
- Wanshou si 万寿寺 (3-44, Ming)
- Wanshou guan 万寿观 (3-45, Ming)
- Danxia dong moya zaoxiang ji shike 丹霞洞摩崖造像及石刻 (3-36, Ming, Qing)
- Yudi gong 禹帝宫 (3-89, Qing)

### Guang’an广安市

#### Guang’an广安区
- Guang’an Baita 广安白塔 (1-79, Song)

#### Wusheng武胜县
- Baozhen zhai 宝箴塞 (6-33, Qing—Republik China)
- Yanzi yan moya shike 燕子岩摩崖石刻 (6-69, Südl. Song)

### Dazhou达州市

#### Tongchuan通川区
- Longzhao ta 龙爪塔 (3-92, Qing)
- Ci wan pu yao zhi 瓷碗铺窑址 (6-7, Song)

#### Wanyuan万源市
- Zhang jian cheng shike mufang 张建成石刻墓坊 (3-127, Republik China)
- Zi yun ping zhi ming ling yuan ji yanke 紫云坪植茗灵园记岩刻 (3-129, Song)
- Li Jiajun lieshi guju 李家俊烈士故居 (6-81, Gegenwart)

#### Dachuan达川区
- Shibei fang ji hongjun biaoyu 石牌坊及红军标语 (3-8, 1933)
- Zhenfo Shan miao qun 真佛山庙群 (3-62, Qing)

#### Qu渠县
- Zhao jia ping di-yi wuming que ji di-er wuming que 赵家坪第一无铭阙及第二无铭阙 (1-66, Han)
- Ping huan que 冯焕阙 (1-67, Han)
- Shou fu jun que 沈府君阙 (1-68, Han)
- Pu jia wan wuming que 蒲家湾无铭阙 (1-69, Han)
- Wuming que 无铭阙 (1-70, Han)
- Wang Wanbang mu 王万邦墓 (3-108, Qing)
- Cheng ba yizhi 城坝遗址 (3-114, Han)
- Luo jia ba yizhi 罗家坝遗址 (6-6, Neolithikum—Han)
- Yai shi zong xi 姚氏宗祠 (6-61, Qing)
- Hong wen xiao gong zi lou 宏文校“工”字楼 (6-82, Gegenwart)

#### Xuanhan宣汉县
- Wang Weizhou guju 王维舟旧居 (3-13, 1919)

#### Kaijiang开江县
- Tao paifang 陶牌坊 (3-61, Qing)

#### Dazhu大竹县
- Qinghe jiedai jinzhuqun 清河街道建筑群 (6-83, Gegenwart)

### Ya’an雅安市

#### Yucheng雨城区
- Gaoyi que ji gaojun songbei 高颐阙 及高君颂碑 (1-72, Han)
- Shipaifang 石牌坊 (1-126, Qing)
- Baima quan ji sike 白马泉及石刻 (3-122, Tang, Song, Ming)

#### Lushan芦山县
- Jiangqinglou 姜庆楼 (1-94, 元, Ming)
- Wanghui shiguan ji shike 王晖石棺及石刻 (1-114, Han)
- Fan min bei, que 樊敏碑, 阙 (1-115, Han)
- Qinglng si dadian 青龙寺大殿 (3-80, Yuan)

#### Shimian石棉县
- Qiangdu Dadu He yizhi 强渡大渡河遗址 (1-20, 1935)

#### Tianquan天全县
- ‚Xihu shengjing’ shipianfang «西湖胜境》石牌坊 (6-64, Ming)

#### Yingjing荥经县
- Yandao gucheng yizhi 严道古城遗址 (1-139, Han)
- Taihu si 太湖寺 (3-63, Qing)
- Kaishan si 开善寺 (3-48, Ming)

#### Baoxing宝兴县
- Dengchi gou tianzhujiaotang 邓池沟天主教堂 (6-66, Qing)

#### Hanyuan汉源县
- Qingxi wenmiao 清溪文庙 (6-26, Qing)
- Jiuxiang shipaifang 九襄石牌坊 (6-27, Qing)

### Bazhong巴中市

#### Bazhou巴州区
- Chuan-Shaan sheng suwei’ai zhengfu jiuzhi 川陕省苏维埃政府旧址 (1-6, 1933)
- Bazhong Tebie shi suwei’ai jiuzhi 巴中特别市苏维埃旧址 (1-7, 1933)
- Shuining si moya zaoxiang 水宁寺摩崖造像 (1-42, Tang)
- Nankan, Beikan, Xikan moya zaoxiang 南龛, 北龛, 西龛摩崖造像 (1-43, Tang, Song)[6]
- Lei Putian jiangjun mu 雷铺天将军墓 (6-13, Qing)

#### Nanjiang南江县
- Changchi xian suwei’ai zhengfu jiuzhi ji shike biaoyu 长赤县苏维埃政府旧址及石刻标语 (1-8, 1933)
- Hongsimen ji chengqiang 红四门及城墙 (3-9, 1933)

#### Pingchang平昌县
- Liu Bojian lieshi jinianbei 刘伯坚烈士纪念碑 (3-6, 1986)

#### Tongjiang通江县
- Hongsi fangmianjunzong zhijunbu jiuzhi 红四方面军总指挥部旧址 (1-9, 1933)[6]
- Hongjun shike biaoyu „Chi hua quan chuan“ 红军石刻标语“赤化全川” (1-10, 1933)[3]
- Hongjun lieshi mu ji mubei 红军烈士墓及墓碑 (1-11, 1934)
- Hongsi fangmianjunzong zhengzhibu jiuzhi 红四方面军总政治部旧址 (3-10, 1933)

### Ziyang资阳市

#### Yanjiang雁江区
- Banyue Shan moya zaoxiang 半月山摩崖造像 (3-23, Tang)

#### Jianyang简阳市
- Shengde si Baita 圣德寺白塔 (3-39, Song)

#### Anyue安岳县
- Qianfo zhai moya zaoxiang 千佛寨摩崖造像 (1-44, Tang, Song)
- Bilu dong shike zaoxiang 毗卢洞石刻造像 (1-45, Song)
- Huayan dong moya zaoxiang 华严洞摩崖造像 (1-46, Tang, Song)
- Yuanjue dong moya zaoxiang 圆觉洞摩崖造像 (1-47, Tang, Song)
- Mumen si wuji chanshi ting 木门寺无际禅师亭 (1-89, Ming)
- Wofo yuan mozao xiang ji shikejing 卧佛院摩崖造像及石刻经 (3-20, Tang)
- Mingshan si moya zaoxiang 茗山寺摩崖造像 (3-30, Song)
- Xuanmiaoguan moya zaoxiang 玄妙观摩崖造像 (3-21, Tang)
- Gaosheng dafo 高升大佛 (6-70, Tang, Song)

#### Lezhi乐至县
- Chen Yi tongzhi jiuju 陈毅同志旧居 (1-2, 1901)
- Kunfo si moya zaoxiang 睏佛寺摩崖造像 (3-31, Song)

### Ngawa阿坝藏族羌族自治州

#### Barkam马尔康县
- Zhibo diaoqun 直波碉群 (3-68, Qing)[2]
- Zhuokeji tusi guanzhai 卓克基土司官寨 (6-65, Qing)[6]
- Jiaomuzu heliu gu wenhua yizhiqun 脚木足河流域古文化遗址群  (7)
- Dazang si 大藏寺 (7)
- Mosidu gu yanhua yizhi 莫斯都古岩画遗址 Photo (7)

#### Hongyuan红原县
- Hongjun lieshi mu 红军烈士墓 (1-24, 1935)

#### Wenchuan汶川县
- Yingpanshan-Kultur 姜维城古文化遗址 (6-2, Neolithikum, Han, Drei Reiche, Jin, Yuan, Ming, Qing)

#### Li理县
- Li xian Tao ping qiang zhai ji Mao xian Hei hu ying zui he zhai diao qun 理县桃坪羌寨及茂县黑虎鹰嘴河寨碉群 (6-31, Westl. Han, Qing)

#### Zoigê若尔盖县
- Baxi huiyi huizhi 巴西会议会址 (Stätte des Baxi-Treffens)(Zhang Guotao) (1-26, 1935)[3]
- Baozuo zhanyi yizhi 包座战役遗址 Stätte der Baozuo-Schlacht web (6-77, 1935)[3]

#### Xiaojin小金县
- Changzheng shi honghunyi, Sifangmianjun huishi yizhi 长征时红军一, 四方面军会师遗址 (mit Dawei huishi qiao ji Tianzhu jiaotang 达维会师桥及原天主教堂)(1-22, 1935)[3]
- Liang he kou hui yi hui zhi 两河口会议会址 (1-23, 1935)[3]
- Xiaojin xian Sanguan qiao 小金县三关桥 (7)
- Menggu qiao 猛古桥 (7)
- Wori tusi guanzhai ji jinglou 沃日土司官寨及经楼 (7)
- Jiesi lamasi 结斯喇嘛寺 (7)
- Xiaojinchuan liuyu gu jizhiqun (Baiguoping yizhi, Caiyuandiba yizhi, Lamasi yizhi) 小金川流域古遗址群 (Baiguoping yizhi 白果坪遗址, Caiyuandiba yizhi 菜园地坝遗址, Lamasi yizhi 喇嘛寺遗址)(7)

#### Heishui黑水县
- Luhua huiyi huizhi 芦花会议会址 (inkl. Luhua guanzhai 芦花官寨)(6-76, 1935–1938)[3]

#### Jinchuan金川县
- Yuzhi pingding Jinchuan leming Gelayi zhi bei ji Zengdaguandiao 御制平定金川勒铭葛喇依之碑及曾达关碉 (6-29, Qing) web, web

#### Sungqu松潘县
- Maoergai huiyi yizhi 毛尔盖会议会址 (mit Shawo huiyi huizhi 沙窝会议会址)(1-25, 1935)[3]
- Hongjun changzheng jinian bei beiyuan 红军长征纪念碑碑园 (3-4, 1990)[3]
- Songpan gu chengqiang 松潘古城墙 (3-51, Ming)[2]
- Huanglong si 黄龙寺 (3-67, Qing)
- Xiaohe gu chengqiang 小河古城墙 (6-30, Ming)

#### Zamtang壤塘县
- Bangtuo si Lama ta ji shijing 棒托寺喇嘛塔及石经 (3-79, Ming)[2]
- Chöje-Kloster 措尔机寺院 (3-52, Ming)[3]
- Basimanba diaofang 日斯满巴碉房 (3-53, Ming)[3]

#### Mao茂县
- Dianjiangtai moya zaoxiang 点将台摩崖造像 (3-25, Tang)
- Yingpanshan yizhi 营盘山遗址 (6-3, Neolithikum, Shang, Zhou)[3]
- Li xian Tao ping qiang zhai ji Mao xian Hei hu ying zui he zhai diao qun 理县桃坪羌寨及茂县黑虎鹰嘴河寨碉群 (6-31, Westl. Han, Qing)

### Garzê甘孜藏族自治州

#### Rongzhag丹巴县
- Danba xian gudiaoqun 丹巴县古碉群 (6-22, Yuan-Qing)

#### Garzê甘孜县
- Baili si 白利寺 (1-113, Qing)[3]

#### Dêgê德格县
- Yinjingyuan ji jingban 印经院及经版 (1-112, Qing)[3]
- Babang Shengjiao Falun si 八邦•圣教法轮寺 (3-66, Qing)

#### Luding泸定县
- Luding-Brücke 泸定桥 (1-21, 1935)[1]

### Liangshan凉山彝族自治州

#### Xichang西昌市
- Ning Youjun lieshu lingyuan ji xishengchu 丁佑君烈士陵园及牺牲处 (1-32, 1950)
- Erdbeben-Stelenwald von Xichang 西昌地震碑林 (1-124)
- Datongmen, Andingmen 大通门, 安定门 (3-87, Ming)
- Dong ping ye dong shou bi yizhi 东坪冶铜铸币遗址 (3-115, Han)
- Gaojian Hancheng yizhi 高枧汉城遗址 (6-9, Han)

#### Zhaojue昭觉县
- Bo shi wa hei shike 博什瓦黑石刻 (3-121, Tang, Song)[3]
- Haogu Dong Han shibiao 好谷东汉石表 (6-21, Östl. Han)

#### Leibo雷波县
- Yuan Liangshan gongwei bangong lou jiuzhi 原凉山工委办公楼旧址 (6-75, 1952)

#### Huili会理县
- Jiaopingdu dukou ji shandong 皎平渡渡口及山洞 (1-16, 1935)

#### Yanyuan盐源县
- Laolongtou gumuzangqun 老龙头古墓葬群 (6-12, Zeit der Streitenden Reiche—Westl. Han)

#### Mianning冕宁县
- Changzheng shi Mao zhuyi jie jian Yizu daibiao chu 长征时毛主席接见彝族代表处 (1-18, 1935)
- Yihai jiemeng chu 彝海结盟处 (1-19, 1935)

#### Muli木里藏族自治县
- Shenbi qiao 伸臂桥 Holzkragbrücke, web (6-20, Qing)